# Xystochroma zikani
Xystochroma zikani là một loài bọ cánh cứng trong họ Cerambycidae.